# 欣子内親王
欣子内親王（よしこないしんのう、1779年3月11日〈安永8年1月24日〉- 1846年8月11日〈弘化3年6月20日〉）は、日本の第119代天皇・光格天皇の皇后（中宮）。幼称は女一宮（おんないちのみや）。女院号は新清和院（しんせいわいん）。

## 系譜
第118代後桃園天皇の第一皇女で唯一の子女。母は摂政太政大臣近衛内前の娘、女御近衛維子（盛化門院）。母維子の没後は父方の祖母にあたる一条富子（恭礼門院）を養母とし、その手元で養育された。光格天皇は夫であると同時に再従祖父（祖父・桃園天皇の再従弟）にもあたる。中御門天皇の唯一の玄孫であり、自身と温仁親王、悦仁親王の死により、中御門天皇の子孫は途絶えたとされる。

## 経歴
誕生した年の内に父後桃園天皇が崩御するが、天皇には欣子内親王の他に子女がなかったため、皇位は傍系の閑院宮典仁親王の第六皇子、祐宮師仁（のちの光格天皇）を迎えて継承された。この際、皇位の連続性を示すため、中御門天皇直系の血を受け継ぐ唯一の皇女であった欣子内親王の新天皇への入内が計画されており、この観点から未婚の祐宮が選定されたとも言われている。
誕生の翌年、安永9年12月13日（1781年1月7日）に内親王宣下、寛政5年12月24日（1794年1月25日）に准三后宣下を経て、翌寛政6年3月1日（1794年3月31日）に入内。同3月7日（4月6日）、中宮に冊立される。因みに、内親王の中宮立后は、後醍醐天皇の中宮珣子内親王（後伏見天皇の第一皇女、新室町院）以来実に460年振りのことであった。
入内して6年後の寛政12年1月22日（1800年2月15日）、第三皇子温仁親王を出産。儲君に治定されるも、同年4月4日（4月27日）に親王は夭折してしまう。そのため、代わって文化4年7月18日（1807年8月21日）に典侍勧修寺婧子所生の第四皇子、寛宮恵仁（のちの仁孝天皇）が儲君となることとなったが、その際、寛宮を自身の実子として公称した。

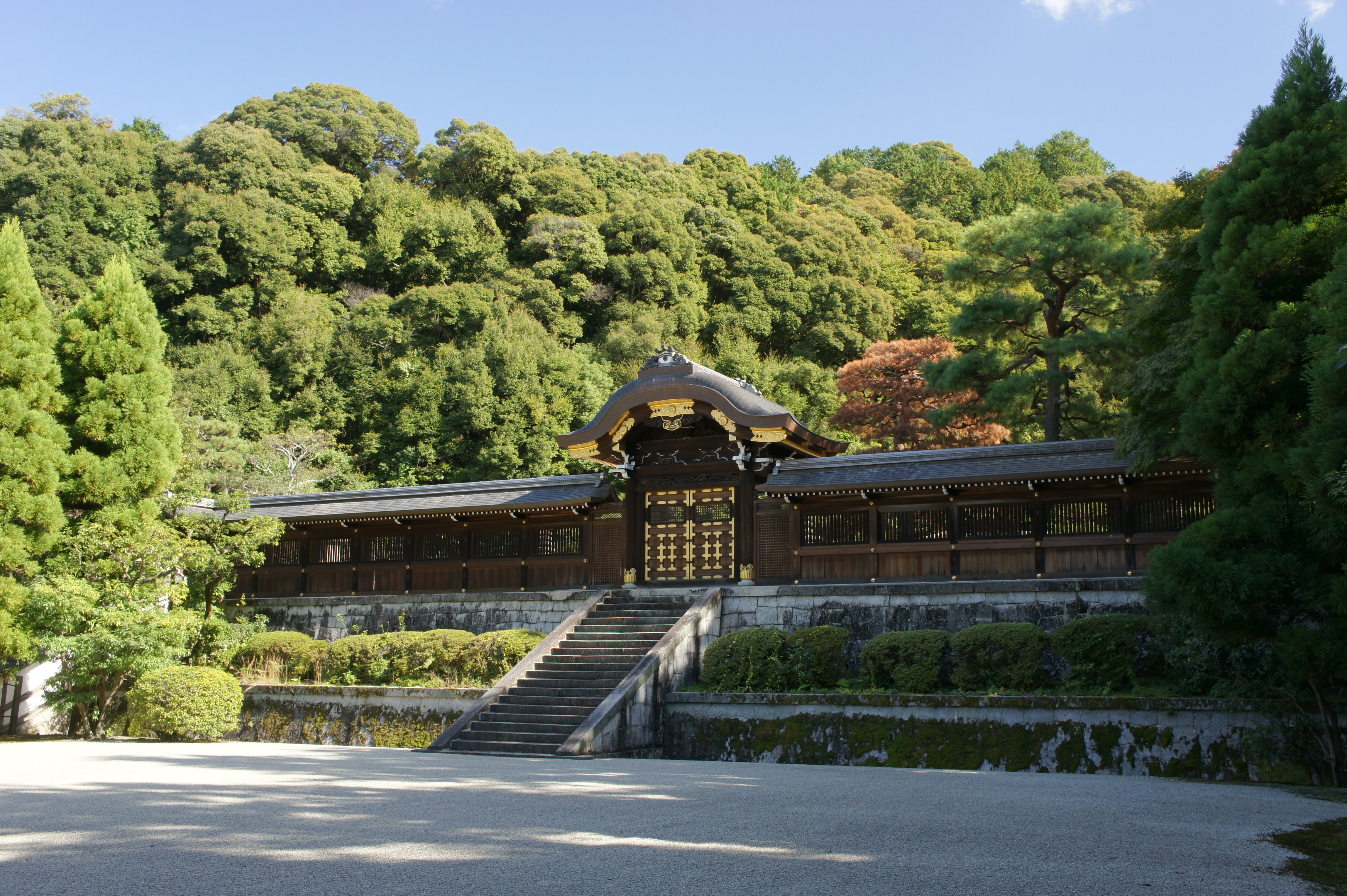
陵所の後月輪陵（京都府京都市東山区泉涌寺）

その後、文化13年1月28日（1816年2月25日）に第七皇子悦仁親王を出産するが、こちらも文政4年2月11日（1821年3月14日）に6歳で夭折し、これにより中御門天皇からの血統は完全に途絶えてしまうこととなった。なお、心の病によって御所を彷徨い出て、後桜町院の怒りに触れたという記事が『思ひのままの記』に見える。
文化14年3月22日（1817年5月7日）に夫光格天皇が仁孝天皇に譲位し、3年後の文政3年3月14日（1820年4月26日）に皇太后となった。天保11年11月18日（1840年12月11日）に光格上皇が崩御し、翌天保12年閏1月22日（1841年3月14日）には出家して女院号宣下を受け、新清和院と称される。
弘化3年6月20日（1846年8月11日）、68歳で崩御し、7月23日（9月13日）に京都府京都市東山区泉涌寺の後月輪陵に葬られた。